# Đường cao tốc Honam
Đường cao tốc Honam hoặc Tuyến Honam (호남선; 湖南線) là một đường cao tốc phục vụ cho vùng Honam ở Hàn Quốc. Đường cao tốc nối Nonsan trên Đường cao tốc Cheonan-Nonsan và Tuyến nhánh đường cao tốc Honam đến Gwangju và Suncheon trên Đường cao tốc Namhae.  Đường cao tốc có số là 25. Tuyến nhánh đường cao tốc Honam (Honam Gosokdoui Jiseon), (호남 고속도의 지선) có số là 251, và nối Nonsan trên đường cao tốc Honam đến Daejeon trên Đường cao tốc Gyeongbu.
Ban đầu, nó là tên của một đường cao tốc nối liền Thành phố Đô thị Daejeon và Suncheon-si, Jeollanam-do, nhưng khi hệ thống ký hiệu tuyến đường quốc lộ cao tốc được thay đổi vào năm 2001, đoạn giữa Thành phố Đô thị Daejeon và Thành phố Nonsan ở Chungcheongnam-do được phân tách bởi một đường nhánh, vì vậy nó chỉ đề cập đến đoạn nối Thành phố Nonsan ở Chungcheongnam-do với Thành phố Suncheon ở Jeollanam-do.

## Tổng quan

### Số làn đường
- Tây Suncheon IC – Goseo JC, Đông Gwangju IC – Samnye IC: 4
- Munheung JC – Đông Gwangju IC, Samnye IC – Iksan JC: 6
- Goseo JC – Munheung JC, Iksan JC – Nonsan JC: 8

### Chiều dài
194.22 km

### Giới hạn tốc độ
100 km/h

### Đường hầm
| Tên hầm        | Vị trí                                             | Chiều dài | Năm xây dựng | Ghi chú           |
| -------------- | -------------------------------------------------- | --------- | ------------ | ----------------- |
| Hầm Suncheon 2 | Wolgye-ri, Seungju-eup, Suncheon-si, Jeollanam-do  | 861m      | 1997         | Hướng đi Nonsan   |
| Hầm Suncheon 2 | Wolgye-ri, Seungju-eup, Suncheon-si, Jeollanam-do  | 881m      | 1997         | Hướng đi Suncheon |
| Hầm Suncheon 1 | Duwol-ri, Seungju-eup, Suncheon-si, Jeollanam-do   | 430m      | 1997         |                   |
| Hầm Seokgok    | Duwol-ri, Seungju-eup, Suncheon-si, Jeollanam-do   | 391m      | 1997         | Hướng đi Nonsan   |
| Hầm Seokgok    | Duwol-ri, Seungju-eup, Suncheon-si, Jeollanam-do   | 380m      | 1997         | Hướng đi Suncheon |
| Hầm Daedeok    | Unam-ri, Daedeok-myeon, Damyang-gun, Jeollanam-do  | 408m      | 1997         |                   |
| Hầm Motjae     | Nokjin-ri, Nam-myeon, Jangseong-gun, Jeollanam-do  | 1,014m    | 2012         | Hướng đi Nonsan   |
| Hầm Motjae     | Nokjin-ri, Nam-myeon, Jangseong-gun, Jeollanam-do  | 1,022m    | 2012         | Hướng đi Suncheon |
| Hầm Wonduk     | Wondeok-ri, Buk-myeon, Jangseong-gun, Jeollanam-do | 928m      | 2005         | Hướng đi Nonsan   |
| Hầm Wonduk     | Wondeok-ri, Buk-myeon, Jangseong-gun, Jeollanam-do | 882m      | 2005         | Hướng đi Suncheon |
| Hầm Honam      | Wondeok-ri, Buk-myeon, Jangseong-gun, Jeollanam-do | 694m      | 1975         | Hướng đi Nonsan   |
| Hầm Honam      | Wondeok-ri, Buk-myeon, Jangseong-gun, Jeollanam-do | 740m      | 1989         | Hướng đi Suncheon |

## Nút giao thông · Giao lộ
- IC và JC: Giao lộ, TG: Trạm thu phí, SA: Khu vực dịch vụ.
- Đơn vị đo khoảng cách là km.
- Đối với các đoạn trùng nhau, hãy tham khảo màu nền của trường số.
  - Màu xanh lam nhạt (■): Đi trùng với Đường cao tốc Gwangju–Daegu

| Số | Tên                                                                | Tên                                                                | Khoảng cách                                                        | Tổng khoảng cách                                                   | Kết nối | Vị trí                                                             | Vị trí                                                             | Ghi chú                                                                                         |
| Số | Tiếng Anh                                                          | Hangul                                                             | Khoảng cách                                                        | Tổng khoảng cách                                                   | Kết nối | Vị trí                                                             | Vị trí                                                             | Ghi chú                                                                                         |
| Kết nối trực tiếp với Đường cao tốc Namhae (Đoạn Suncheon ~ Busan)                                                                                     | Kết nối trực tiếp với Đường cao tốc Namhae (Đoạn Suncheon ~ Busan) | Kết nối trực tiếp với Đường cao tốc Namhae (Đoạn Suncheon ~ Busan) | Kết nối trực tiếp với Đường cao tốc Namhae (Đoạn Suncheon ~ Busan) | Kết nối trực tiếp với Đường cao tốc Namhae (Đoạn Suncheon ~ Busan) | Kết nối trực tiếp với Đường cao tốc Namhae (Đoạn Suncheon ~ Busan)                                                                      | Kết nối trực tiếp với Đường cao tốc Namhae (Đoạn Suncheon ~ Busan) | Kết nối trực tiếp với Đường cao tốc Namhae (Đoạn Suncheon ~ Busan) | Kết nối trực tiếp với Đường cao tốc Namhae (Đoạn Suncheon ~ Busan)                              |
| --- | ------------------------------------------------------------------ | ------------------------------------------------------------------ | ------------------------------------------------------------------ | ------------------------------------------------------------------ | --- | ------------------------------------------------------------------ | ------------------------------------------------------------------ | ----------------------------------------------------------------------------------------------- |
| 1 | W.Suncheon                                                         | 서순천                                                             | -                                                                  | 0.00                                                               | Đường cao tốc Namhae Suncheon-ro ( Quốc lộ 17, Quốc lộ 22)                                                                              | Jeollanam-do                                                       | Suncheon-si                                                        | Điểm bắt đầu                                                                                    |
| SA | Suncheon SA                                                        | 순천휴게소                                                         |                                                                    |                                                                    | | Jeollanam-do                                                       | Suncheon-si                                                        | Hướng đi Suncheon                                                                               |
| 2 | Seungju                                                            | 승주                                                               | 10.01                                                              | 10.01                                                              | Quốc lộ 22 (Seungju-ro) Tỉnh lộ 857 (Seungju-ro·Seonamsa-gil)                                                                           | Jeollanam-do                                                       | Suncheon-si                                                        |                                                                                                 |
| 3 | Juam                                                               | 주암                                                               | 11.81                                                              | 21.82                                                              | Quốc lộ 18 (Dongju-ro·Songgwangsa-gil) Quốc lộ 22 (Dongju-ro) Quốc lộ 27 (Dongju-ro·Songgwangsa-gil)                                    | Jeollanam-do                                                       | Suncheon-si                                                        |                                                                                                 |
| SA | Juam SA                                                            | 주암휴게소                                                         |                                                                    |                                                                    | | Jeollanam-do                                                       | Suncheon-si                                                        | Cả 2 hướng                                                                                      |
| 4 | Seokgok                                                            | 석곡                                                               | 7.42                                                               | 29.24                                                              | Quốc lộ 27 (Juseok-ro) | Jeollanam-do                                                       | Gokseong-gun                                                       |                                                                                                 |
| 5 | Gokseong                                                           | 곡성                                                               | 12.07                                                              | 41.31                                                              | Quốc lộ 27 (Goksun-ro) Tỉnh lộ 60 (Gokseong-ro·Goksun-ro)                                                                               | Jeollanam-do                                                       | Gokseong-gun                                                       |                                                                                                 |
| SA | Gokseong Train Village SA                                          | 곡성기차마을휴게소                                                 |                                                                    |                                                                    | | Jeollanam-do                                                       | Gokseong-gun                                                       | Cả 2 hướng                                                                                      |
| 6 | Okgwa                                                              | 옥과                                                               | 11.43                                                              | 52.74                                                              | Quốc lộ 13 (Muok-ro·Osan-ro·Oksoon-ro) Quốc lộ 15 (Muok-ro·Osan-ro) Tỉnh lộ 15 (Muok-ro·Osan-ro) Tỉnh lộ 60 (Muok-ro·Osan-ro·Oksoon-ro) | Jeollanam-do                                                       | Gokseong-gun                                                       |                                                                                                 |
| 7 | Daedeok JC                                                         | 대덕 분기점                                                        | 7.66                                                               | 60.40                                                              | Đường cao tốc Gochang–Damyang | Jeollanam-do                                                       | Damyang-gun                                                        | Trong trường hợp hướng Suncheon, không thể đi vào Đường cao tốc Gochang–Damyang (hướng Gochang) |
| 8 | Changpyeong                                                        | 창평                                                               | 3.80                                                               | 64.20                                                              | Tỉnh lộ 60 (Changpyeonghyeon-ro) | Jeollanam-do                                                       | Damyang-gun                                                        |                                                                                                 |
| 9 | Goseo JC                                                           | 고서 분기점                                                        | 4.12                                                               | 68.32                                                              | Đường cao tốc Gwangju–Daegu | Jeollanam-do                                                       | Damyang-gun                                                        |                                                                                                 |
| TG | E.Gwangju TG                                                       | 동광주 요금소                                                      |                                                                    |                                                                    | | Gwangju                                                            | Buk-gu                                                             | Trạm thu phí chính                                                                              |
| 9-1 | Munheung JC                                                        | 문흥 분기점                                                        | 4.68                                                               | 73.00                                                              | Đường cao tốc Gwangju–Daegu Quốc lộ 29 (Dongmun-daero) Tỉnh lộ 55 (Dongmun-daero) Tỉnh lộ 60 (Dongmun-daero) 2sunhwan-ro                | Gwangju                                                            | Buk-gu                                                             |                                                                                                 |
| 10 | E.Gwangju                                                          | 동광주                                                             | 1.21                                                               | 74.21                                                              | Quốc lộ 29 (Dongmun-daero) Tỉnh lộ 55 (Dongmun-daero) Tỉnh lộ 60 (Dongmun-daero) Gakhwa-daero                                           | Gwangju                                                            | Buk-gu                                                             | Chỉ có thể vào Nonsan và Suncheon.                                                              |
| 11 | Yongbong                                                           | 용봉                                                               | 2.82                                                               | 77.03                                                              | Munhwasotong-ro·Seoljuk-ro·Cheonjiin-ro                                                                                                 | Gwangju                                                            | Buk-gu                                                             | Chỉ vào bằng 2 hướng                                                                            |
| 12 | W.Gwangju                                                          | 서광주                                                             | 1.33                                                               | 78.36                                                              | Quốc lộ 1 (Bukmun-daero) Haseo-ro | Gwangju                                                            | Buk-gu                                                             |                                                                                                 |
| 13 | Dongnim                                                            | 동림                                                               | 2.25                                                               | 80.61                                                              | Quốc lộ 1 (Bukmun-daero) Bitgoeul-daero                                                                                                 | Gwangju                                                            | Buk-gu                                                             |                                                                                                 |
| 14 | Sanwol                                                             | 산월                                                               | 2.39                                                               | 83.00                                                              | 2sunhwan-ro | Gwangju                                                            | Gwangsan-gu                                                        |                                                                                                 |
| 15 | Gwangsan                                                           | 광산                                                               | 1.96                                                               | 84.96                                                              | Quốc lộ 1 (Bukmun-daero) Quốc lộ 13 (Saam-ro·Cheomdangwagi-ro)                                                                          | Gwangju                                                            | Gwangsan-gu                                                        |                                                                                                 |
| 15-1 | N.Gwangsan                                                         | 북광산                                                             |                                                                    |                                                                    | Hanamjingoksandan-ro | Jeollanam-do                                                       | Jangseong-gun                                                      |                                                                                                 |
| TG | Gwangju TG                                                         | 광주 요금소                                                        |                                                                    |                                                                    | | Jeollanam-do                                                       | Jangseong-gun                                                      | Trạm thu phí chính                                                                              |
| 15-2 | S.Jangseong JC                                                     | 남장성 분기점                                                      |                                                                    |                                                                    | Đường cao tốc vành đai ngoài Gwangju | Jeollanam-do                                                       | Jangseong-gun                                                      | Chỉ có thể vào Suncheon và Nonsan.                                                              |
| 16 | Jangseong                                                          | 장성                                                               | 8.70                                                               | 93.66                                                              | Quốc lộ 1 (Haseo-daero) Quốc lộ 24 (Haseo-daero·Nosa-ro)                                                                                | Jeollanam-do                                                       | Jangseong-gun                                                      |                                                                                                 |
| 17 | Jangseong JC                                                       | 장성 분기점                                                        | 5.34                                                               | 99.00                                                              | Đường cao tốc Gochang–Damyang | Jeollanam-do                                                       | Jangseong-gun                                                      |                                                                                                 |
| SA | Baegyangsa SA                                                      | 백양사휴게소                                                       |                                                                    |                                                                    | | Jeollanam-do                                                       | Jangseong-gun                                                      | Cả 2 hướng                                                                                      |
| 18 | Baegyangsa                                                         | 백양사                                                             | 12.06                                                              | 111.06                                                             | Tỉnh lộ 15 (Bangjang-ro) Tỉnh lộ 49 (Bangjang-ro) Galjae-ro·Baekyang-ro                                                                 | Jeollanam-do                                                       | Jangseong-gun                                                      |                                                                                                 |
| 19 | Naejangsan                                                         | 내장산                                                             | 9.19                                                               | 120.25                                                             | Tỉnh lộ 708 (Ipam-ro·Cheomdangak-ro) | Jeollabuk-do                                                       | Jeongeup-si                                                        |                                                                                                 |
| 20 | Jeongeup                                                           | 정읍                                                               | 8.46                                                               | 128.71                                                             | Quốc lộ 22 (Jeongeup-daero) Quốc lộ 29 (Jeongeup-daero) Beotkkot-ro                                                                     | Jeollabuk-do                                                       | Jeongeup-si                                                        |                                                                                                 |
| SA | Jeongeup Nokdu Janggun SA                                          | 정읍녹두장군휴게소                                                 |                                                                    |                                                                    | | Jeollabuk-do                                                       | Jeongeup-si                                                        | Cả 2 hướng                                                                                      |
| 21 | Taein                                                              | 태인                                                               | 12.84                                                              | 141.55                                                             | Quốc lộ 1 (Jeongeup-daero) Quốc lộ 21 (Jeongeup-daero) Quốc lộ 30 Seokji-ro                                                             | Jeollabuk-do                                                       | Jeongeup-si                                                        |                                                                                                 |
| 22 | Geumsansa                                                          | 금산사                                                             | 10.55                                                              | 152.10                                                             | Quốc lộ 1 (Seonbi-ro) Quốc lộ 21 (Seonbi-ro) Tỉnh lộ 712 (Bongnam-ro) Tỉnh lộ 735 (Bongnam-ro·Chocheo-ro)                               | Jeollabuk-do                                                       | Gimje-si                                                           |                                                                                                 |
| 23 | Gimje                                                              | 김제                                                               | 4.70                                                               | 156.80                                                             | Quốc lộ 1 (Seonbi-ro) Quốc lộ 21 (Seonbi-ro) Tỉnh lộ 714 (Pungyo-ro) Geumbaek -ro                                                       | Jeollabuk-do                                                       | Gimje-si                                                           |                                                                                                 |
| SA | Iseo SA                                                            | 이서휴게소                                                         |                                                                    |                                                                    | | Jeollabuk-do                                                       | Wanju-gun                                                          | Cả 2 hướng                                                                                      |
| 24 | W.Jeonju                                                           | 서전주                                                             | 6.60                                                               | 163.40                                                             | Quốc lộ 1 (Honam-ro) Quốc lộ 21 ( Ssukgogae-ro·Honam-ro) Quốc lộ 27 (Honam-ro) Tỉnh lộ 713 (Iseonam-ro) Tỉnh lộ 716 (Kongjwipatjwi-ro)  | Jeollabuk-do                                                       | Wanju-gun                                                          |                                                                                                 |
| 25 | Jeonju                                                             | 전주                                                               | 6.04                                                               | 169.44                                                             | Quốc lộ 1 (Honam-ro) Quốc lộ 21 (Dongbu-daero·Beongyeong-ro) Quốc lộ 26 (Dongbu-daero·Beongyeong-ro)                                    | Jeollabuk-do                                                       | Jeonju-si                                                          |                                                                                                 |
| 26 | Samnye                                                             | 삼례                                                               | 6.03                                                               | 175.47                                                             | Quốc lộ 1 (Honam-ro) Tỉnh lộ 799 (Sambong-ro) SamnyeIC-ro·Samnye-ro                                                                     | Jeollabuk-do                                                       | Iksan-si                                                           |                                                                                                 |
| 27 | Iksan JC                                                           | 익산 분기점                                                        | 2.30                                                               | 177.77                                                             | Nhánh đường cao tốc Saemangeum–Pohang (Iksan–Wanju) ( Đường cao tốc Suncheon–Wanju)                                                     | Jeollabuk-do                                                       | Iksan-si                                                           | Kết nối gián tiếp với Đường cao tốc Suncheon–Wanju khi đi vào hướng Wanju                       |
| 28 | Iksan                                                              | 익산                                                               | 3.73                                                               | 181.50                                                             | Tỉnh lộ 720 (Muwang-ro) Tỉnh lộ 722 (Muwang-ro) Tỉnh lộ 799 (Muwang-ro·Bongdong-ro)                                                     | Jeollabuk-do                                                       | Wanju-gun                                                          | Irie IC cũ                                                                                      |
| SA | Yeosan SA                                                          | 여산휴게소                                                         |                                                                    |                                                                    | | Jeollabuk-do                                                       | Iksan-si                                                           | Cả 2 hướng                                                                                      |
| 29 | Nonsan JC                                                          | 논산 분기점                                                        | 12.72                                                              | 194.22                                                             | Đường cao tốc Nonsan–Cheonan Tuyến nhánh đường cao tốc Honam                                                                            | Chungcheongnam-do                                                  | Nonsan-si                                                          | Điểm kết thúc                                                                                   |
| Kết nối trực tiếp với Tuyến nhánh đường cao tốc Honam và Đường cao tốc Nonsan–Cheonan Từ phần số 30 trở về sau, tham khảo Đường cao tốc Nonsan–Cheonan |                                                                    |                                                                    |                                                                    |                                                                    | |                                                                    |                                                                    |                                                                                                 |

## Liên kết
- MOLIT Chính phủ Hàn Quốc, Bộ nhà đất, hạ tầng và giao thông vận tải Hàn Quốc